# Каналонга
Канало̀нга (на италиански: Cannalonga) е село и община в Южна Италия, провинция Салерно, регион Кампания. Разположено е на 570 m надморска височина. Населението на общината е 1098 души (към 2010 г.).